# Танатофилия

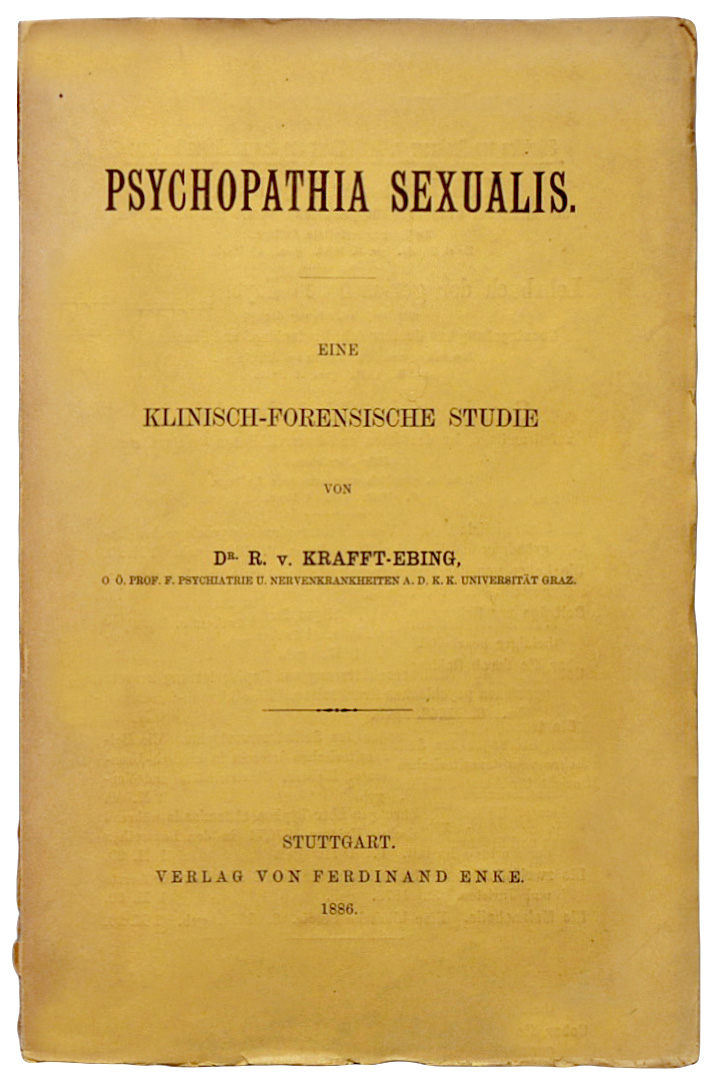
Первое издание монографии Рихарда фон Крафт-Эбинга «Psychopathia Sexualis» (1886)

Танатофилия (от др.-греч. θάνατος «смерть» + φιλíα [филия] «любовь, влечение»), также танатомания — сексуальное отклонение, заключающееся во влечении к смерти, похоронам. Рассматривается как разновидность мазохизма. Некоторые относят к специфической форме некрофилии, близкому к ней расстройству. По выбору объекта относится к влечениям направленным прежде всего на себя, собственное тело (нарциссизм, аутомоносексуализм и др.). Половое возбуждение и удовлетворение связывается непосредственно с траурной тематикой, на неё направляются действия танатофила. Так, он может устраивать собственную погребальную церемонию, ложиться в гроб, размышлять о смерти, представлять себя мёртвым, как его хоронят, о нём скорбят близкие, знакомые и т. д. В крайних случаях данное отклонение может угрожать реальной смертью. Танатофилия может проявляться у садиста с суицидальными наклонностями, который, представляя, как он убивает себя, достигает оргазма. В данном случае имеет место аутосадизм, совмещённый с мазохизмом.
В некоторых публичных домах Франции устраивались специальные «комнаты покойников», в которых проститутка притворялась мёртвой, лежала среди траурного антуража, горящих свечей. По мнению польского сексопатолога Казимежа Имелинского, в данном случае разновидность некрофилии приобретает признаки танатофилии. Австрийский психиатр Рихард фон Крафт-Эбинг (автор терминов некрофилия, садизм, мазохизм) в своей монографии «Psychopathia Sexualis» («Сексуальная психопатия») при рассмотрении некрофилии привёл следующий случай: некий прелат, бывая в Париже, посещал «дом терпимости и заказывал себе проститутку, которая должна была ложиться на парадную постель, изображая труп; для довершения сходства он заставлял её сильно набелиться. Какое-то время в комнате, превращённой в покойницкую, он, облачившись в траурную одежду, совершал печальный обряд, читал отходную, затем совокуплялся с молодой женщиной, которая всё это время должна была изображать усопшую».